# 牛頭三游䲁
牛頭三游䲁（學名：Trianectes bucephalus），為輻鰭魚綱䲁形目三鰭䲁科三游䲁屬的一個種，分布於東印度洋澳洲南部與塔斯馬尼亞海域，深度0至5公尺，本魚體延長，體色呈斑駁的綠色、棕色或紫色，背部和上側有深色斑點，頭部通常為黃色或紫色，第一背鰭呈斑駁的黑色，第二和第三背鰭上有對角線，胸鰭有斑點，背鰭硬棘21-23枚、背鰭軟條10-13枚、臀鰭硬棘1枚、臀鰭軟條23-25枚，體長可達7公分，成魚棲息在潮間帶，雌魚產附著性卵在藻類築的巢，雄魚會守護卵，幼魚為浮游性，生活習性不明。